# Chavagnes-les-Redoux
Chavagnes-les-Redoux település Franciaországban, Vendée megyében. Lakosainak száma 847 fő (2022. január 1.). Chavagnes-les-Redoux Bazoges-en-Pareds, La Meilleraie-Tillay, Monsireigne, Sigournais és Tallud-Sainte-Gemme községekkel határos.

## Népesség
A település népességének változása:
| Lakosok száma | 813  | 832  | 851  | 828  | 824  | 834  | 829  | 840  | 847  |
|               | 2013 | 2015 | 2016 | 2017 | 2018 | 2019 | 2020 | 2021 | 2022 |